# Catephia dulcistriga
Catephia dulcistriga är en fjärilsart som beskrevs av Walker 1858. Catephia dulcistriga ingår i släktet Catephia och familjen nattflyn. Inga underarter finns listade i Catalogue of Life.